# Trefoldighedskirken (Slesvig)
 For alternative betydninger, se Trefoldighedskirken (flertydig). (Se også artikler, som begynder med Trefoldighedskirken)
Trefoldighedskirken er en kirke i Slesvig-Frederiksberg (Kratbjerg) i Sydslesvig i den nordtyske delstat Slesvig-Holsten.
Kirken er opført i årene 1650-1651 af mursten efter planerne af Adam Olearius. I begyndelsen stod kirken frem som et tårnløs murstenskirke med polygonal afslutning mod øst. Den første grundmuret klokketårn med træopbygning fra 1826 blev 1872 skiftet ud med det nuværende nygotiske tysk-inspirede vesttårn. På kirkengården stod, før den første tårn opførtes, en klokkestabel. En af klokkerne blev skænket af den svenske dronning Hedvig Eleonira. Kirkens indre blev 1901 omformet i neoklassicistisk stil. Døbefonten af sandsten er fra 1651. Altertavlen er fra 1718. Prædikestolen med lydhimmel er et markant barokarbejde. Orglet er fra 1689. Kirkegården udvidedes i 1817. På den imidlertid nedlagde kirkegård er en del danske soldatergrave fra de dansk-tyske krige, bl.a. fra Slaget ved Slesvig. Kirkegården udvidedes i 1817.
Menigheden blev i 2015 slået sammen med de to andre tyske menigheder i byen. Den hører under den nordtyske lutherske kirke. I byen findes derudover en dansksproget menighed.